# Елжау Бі
Елжау Бі (приблизно 177—104 роки до н. е.) — правитель уйсунської держави, син Нанді. Він вніс великий внесок в утворення окремої держави уйсун на Ілійській низовині. Уйсуни своїх ханів називали «кунбі». Сусідні з уйсунами племена завжди ворогували між собою. Коли Елжау був немовлям, його батько був убитий. Уйсуни добровільно приєдналися до хунну і немовля потрапило в руки Моде. Він його виховав як свого сина. Коли Елжау виріс і міг самостійно управляти уйсунами, Моде призначив його головним. Уйсуни від'єдналися від хунну в кінці III — початку II ст. до н. е. Першою столицею уйсун був місто Кизил-Корган. Елжау вважається засновником уйсунськоЇ держави і йому було дано титул — Великий Кунбі. Уйсуни розташовувалися за Великим китайським муром, потім поступово перейшли гори Тянь-Шань і річку Ілі в її верхів'ях. Вони розташувалися в місцевості, де на сході межували з гунами, на північному заході — з канглами, на південному заході — з Ферганою. Згодом, завдяки синові Моді — Лаушану, вони змогли підкорити ще частина прилеглої території.
Державою уйсунів керував кунбі. Він мав 2 васалів, 2 полководців (правого і лівого крила), 3 султанів, 2 біїв, 2 головних арбітрів. Основне заняття — скотарство. Займалися також землеробством і ремеслом: плавили метал, робили барвисті тканини. Жили в юртах. Шигу — друга столиця уйсун, там Елжау побудував свій палац. У період розквіту ханства армія уйсун налічувала до 200 тис. воїнів.
Заслуга Елжау полягає в об'єднанні уйсун і їхньому переселенні, в створенні уйсунського ханства, яке дало знати про себе в регіоні як в політичному, так і у військовому плані.
Знаючи, що після його смерті можуть виникнути сварки через трон, тим більше після загибелі першого сина, Елжу віддав трон своєму онукові від першого сина Жонші (справжнє ім'я Санзор (Санжар)). На трон претендував і другий син Елжау — Дули. Елжау поділив ханство на кілька регіонів. Полководцями двох регіонів були Дули і Жонші, а основними військами кунбі керував сам.
Заради того, щоб оберегти своє ханство в майбутньому від китайської навали, Елжу погодився на пропозицію Ханьської династії, за яким він одружився з дочкою царя Ши Аня Ши Жун. Він побудував для неї палац і вона жила окремо. Так як Елжу Бі мав вже 70 років, він віддав царівну Ши Жун за свого онука Жонші.
Боротьба за трон і владу між синами почалася ще за життя Елжау. Спадкоємцем трону Елжау бі призначив онука Жонші — сина свого померлого старшого сина. Незадоволений цим рішенням, його син Дули мав намір убити Жонші. Дізнавшись про це, Елжау тримав Жонші з 10-тисячною армією окремо. Сам Елжау, під охороною 10 тисячної армії, розташувався в центрі. Таким чином, народ уйсун розділився на три улуси. Але всі вони підпорядковувалися Великому Кунбі.